# Konservatorij za glasbo in balet Maribor
Srednja glasbena in baletna šola Maribor (kratica SGBS MB) je srednješolska ustanova, kjer dijaki prejemajo glasbeno izobrazbo na srednji stopnji. Sedež šole je na Mladinski ulici 12, Maribor. Zdaj se imenuje Konservatorij za glasbo in balet Maribor. Šola je bila ustanovljena maja 1945 kot Državna nižja in srednja glasbena šola.